# Amstel Gold Race 1980
L'Amstel Gold Race 1980, quindicesima edizione della corsa, si svolse il 5 aprile 1980 su un percorso di 237 km da Heerlen a Meerssen. Fu vinta dall'olandese Jan Raas, che terminò in 5h 44' 27".

## Ordine d'arrivo (Top 10)
| Pos. | Corridore                  | Squadra        | Tempo    |
| ---- | -------------------------- | -------------- | -------- |
| 1    | Jan Raas                   | TI-Raleigh     | 5h44'27" |
| 2    | Alfons de Wolf             | Boule d'Or     | s.t.     |
| 3    | Sean Kelly                 | Splendor       | s.t.     |
| 4    | Jean Chassang              | Renault-Gitane | s.t.     |
| 5    | Bernard Hinault            | Renault-Gitane | s.t.     |
| 6    | Jacques Bossis             | Peugeot-Esso   | s.t.     |
| 7    | Daniel Willems             | IJsboerke      | s.t.     |
| 8    | Gilbert Duclos-Lassalle    | Peugeot-Esso   | s.t.     |
| 9    | Jo Maas                    | DAF Trucks     | s.t.     |
| 10   | Jean-Philippe Vandenbrande | Safir-Ludo     | s.t.     |